# بلومينغ غروف (تكساس)
بلومينغ غروف (بالإنجليزية: Blooming Grove town, Texas)‏ هي بلدة تقع بولاية تكساس في الولايات المتحدة. تبلغ مساحتها 2.22 كم2، وترتفع عن سطح البحر 181.96560000000002 م، بلغ عدد سكانها 821 نسمة في عام 2010 حسب إحصاء مكتب تعداد الولايات المتحدة وتصل الكثافة السكانية فيها 369.8 نسمة لكل كيلومتر مربع (957.8/ميل2).

## التركيبة السكانية
حدّد مكتب تعداد الولايات المتحدة بيانات التركيبة السكانية لبلومينغ غروف في تعداد الولايات المتحدة. في ما يلي، التركيبة السكانية حسب تعدادي 2000 و2010.

### تعداد عام 2000
بلغ عدد سكان بلومينغ غروف 833 نسمة بحسب تعداد عام 2000، وبلغ عدد الأسر 342 أسرة وعدد العائلات 234 عائلة مقيمة في البلدة. في حين سجلت الكثافة السكانية 375.2 نسمة لكل كيلومتر مربع (971.8/ميل2). وبلغ عدد الوحدات السكنية 373 وحدة بمتوسط كثافة قدره 168 لكل كيلومتر مربع (435.1/ميل2).
وتوزع التركيب العرقي للبلدة بنسبة 91.24% من البيض و5.28% من الأمريكيين الأفارقة و0.36% من الأمريكيين الأصليين و1.32% من الأعراق الأخرى و1.80% من عرقين مختلطين أو أكثر و4.32% من الهسبانيون أو اللاتينيون من أي عرق.
بلغ عدد الأسر 342 أسرة كانت نسبة 34.8% منها لديها أطفال تحت سن الثامنة عشر تعيش معهم، وبلغت نسبة الأزواج القاطنين مع بعضهم البعض 54.1% من أصل المجموع الكلي للأسر، ونسبة 11.1% من الأسر كان لديها معيلات من الإناث دون وجود شريك، بينما كانت نسبة 3.2% من الأسر لديها معيلون من الذكور دون وجود شريكة وكانت نسبة 31.6% من غير العائلات. تألفت نسبة 29.2% من أصل جميع الأسر من عدة أفراد يعيشون في نفس المنزل ونسبة 16.1% كانت تتألف من شخص يعيش بمفرده يبلغ من العمر 65 عاماً أو أكثر. وبلغ متوسط حجم الأسرة المعيشية 2.44، أما متوسط حجم العائلات فبلغ 3.00.
بلغ العمر الوسطي للسكان 38.0 عاماً. وكانت نسبة 26.4% من القاطنين تحت سن الثامنة عشر، وكانت نسبة 5.6% بين الثامنة عشر والرابعة والعشرين عاماً، ونسبة 29.8% كانت واقعةً في الفئة العمرية ما بين الخامسة والعشرين والرابعة والأربعين عاماً، ونسبة 18.6% كانت ما بين الخامسة والأربعين والرابعة والستين، ونسبة 19.6% كانت ضمن فئة الخامسة والستين عاماً فما فوق. يوجد لكل 100 أنثى 83.1 ذكر، ويوجد لكل 100 أنثى في الثامنة عشر من عمرها فما فوق 81.4 ذكر.
بلغ متوسط دخل الأسرة في البلدة 32,375 دولارًا، أما متوسط دخل العائلة فبلغ 46,364 دولارًا. وكان متوسط دخل الذكور 35,000 دولارًا مقابل 22,059 دولارًا للإناث. وسجل دخل الفرد الخاص بالبلدة 17,747 دولارًا. وكانت نسبة 12.7% من العائلات ونسبة 17.7% من السكان تحت خط الفقر، وكان من هؤلاء نسبة 17.6% تحت سن الثامنة عشر ونسبة 16.7% في الخامسة والستين من العمر وما فوق.

### تعداد عام 2010
بلغ عدد سكان بلومينغ غروف 821 نسمة بحسب تعداد عام 2010، وبلغ عدد الأسر 321 أسرة وعدد العائلات 229 عائلة مقيمة في البلدة. في حين سجلت الكثافة السكانية 369.8 نسمة لكل كيلومتر مربع (957.8/ميل2). وبلغ عدد الوحدات السكنية 371 وحدة بمتوسط كثافة قدره 167.1 لكل كيلومتر مربع (432.8/ميل2).
وتوزع التركيب العرقي للبلدة بنسبة 92.94% من البيض و3.78% من الأمريكيين الأفارقة و0.37% من الأمريكيين الأصليين و0.37% من الأمريكيين ذوي الأصول الآسيوية و1.46% من الأعراق الأخرى و1.10% من عرقين مختلطين أو أكثر و3.41% من الهسبانيون أو اللاتينيون من أي عرق.
بلغ عدد الأسر 321 أسرة كانت نسبة 39.6% منها لديها أطفال تحت سن الثامنة عشر تعيش معهم، وبلغت نسبة الأزواج القاطنين مع بعضهم البعض 48.3% من أصل المجموع الكلي للأسر، ونسبة 17.8% من الأسر كان لديها معيلات من الإناث دون وجود شريك، بينما كانت نسبة 5.3% من الأسر لديها معيلون من الذكور دون وجود شريكة وكانت نسبة 28.7% من غير العائلات. تألفت نسبة 24.3% من أصل جميع الأسر من عدة أفراد يعيشون في نفس المنزل ونسبة 15.3% كانت تتألف من شخص يعيش بمفرده يبلغ من العمر 65 عاماً أو أكثر. وبلغ متوسط حجم الأسرة المعيشية 2.56، أما متوسط حجم العائلات فبلغ 3.05.
بلغ العمر الوسطي للسكان 35.1 عاماً. وكانت نسبة 28.3% من القاطنين تحت سن الثامنة عشر، وكانت نسبة 9.4% بين الثامنة عشر والرابعة والعشرين عاماً، ونسبة 26.1% كانت واقعةً في الفئة العمرية ما بين الخامسة والعشرين والرابعة والأربعين عاماً، ونسبة 21.9% كانت ما بين الخامسة والأربعين والرابعة والستين، ونسبة 14.4% كانت ضمن فئة الخامسة والستين عاماً فما فوق. وتوزع التركيب الجنسي للسكان بنسبة 47% ذكور و53% إناث.